# Tchao Ču
Tchao Ču (čínsky pchin-jinem Táo Zhù, znaky tradiční 陶鑄; 16. ledna 1908 – 30. listopadu 1969) byl čínský komunistický politik. Roku 1926 vstoupil do Komunistické strany Číny, od roku 1927 se účastnil komunistického ozbrojeného boje za novou Čínu. Bojoval v nančchangském povstání, povstání v Kantonu roku 1927, koncem 20. let ve Fu-ťienu, roku 1933 byl zatčen v Šanghaji a uvězněn. Po uzavření druhé jednotné fronty komunistů s Kuomintangem roku 1937 byl propuštěn, působil v partyzánském hnutí v řadách Nové 4. armády, od roku 1940 pracoval ve stranickém aparátu v Jen-anu, po roce 1945 působil jako politický komisař a tajemník stranických organizací na jihu Číny, v Mandžusku a nakonec v orgánech středojižní oblasti. Od roku 1953 pracoval v provincii Kuang-tung jako předseda vlády/guvernér provincie (1953–1957) a první tajemník provinčního výboru KS Číny (1955–1965), v letech 1960–1966 byl prvním tajemníkem středojižního byra ÚV KS Číny.
Roku 1965 byl přeložen do Pekingu na místo místopředsedy státní rady (vlády) pro kulturu, vzdělání a publicitu. S počátky kulturní revoluce postoupil v květnu 1966 na místo člena sekretariátu ÚV, vedoucího oddělení propagandy ÚV. V srpnu 1966 byl na zasedání ÚV zvolen i členem politbyra a stálého výboru politbyra, poradcem ústřední skupiny pro kulturní revoluci. Kulturní revoluci podporoval, ale pokoušel se mírnit výstřelky jejích radikálních stoupenců, proto byl v lednu 1967 zbaven funkcí a uvržen do domácího vězení. Později onemocněl a zemřel. 

## Život

### Mládí a počátky kariéry
Tchao Ču se narodil roku 1908 v okrese Čchi-jang na jihu provincie Chu-nan v zámožné rodině. Jeho otec se účastnil sinchajské revoluce, pracoval v manažerské funkci v ocelárnách Chan-jie-pching, byl spoluvlastníkem uhelného dolu. Roku 1918 byl otec zabit vojáky generála Siao Jao-nana (patřil ke klice Wu Pchej-fua), Mladý Tchao Ču pak musel odejít ze školy a sloužil u příbuzných. 
Roku 1926 byl přijat ke studiu na vojenské akademii Whampoa (v páté skupině) v Kantonu, a vzápětí vstoupil do Komunistické strany Číny. V dubnu 1927 byl poslán do Wu-chanu, kde sloužil v propagandistickém oddělení politické správy Národní revoluční armády. Po rozpadu koalice Kuomintangu s komunisty se na komunistické straně účastnil nančchangského povstání v srpnu 1927 (jako velitel roty) a v prosinci téhož roku povstání v Kantonu. Roku 1929 pracoval ve strukturách komunistické strany ve Fu-ťienu – generální sekretář fuťienského provinčního výboru strany, tajemník provinčního výboru, vedoucí oddělení atd. V květnu 1930 vynikl, když v čele skupiny 12 aktivistů zaútočil na vězení v Sia-menu, skupina bez vlastních ztrát zabila nebo zranila přes dvacet strážců vězení a osvobodila přes čtyřicet komunistických vězňů. Roku 1932 se oženil s Ceng Č’, později s ní měl dceru, Tchao Liang.

### Vězení, boj ve válce s Japonci a občanské válce
Roku 1933, když pracoval pro ústřední výbor strany v Šanghaji, byl zatčen kuomintangskou policií a odsouzen k doživotním trestu vězení. Roku 1937 patřil mezi komunistické aktivisty, jejich propuštění vyjednalo vedení strany (Čou En-laj a další) v rámci dohod provázejících uzavření druhé jednotné fronty mezi Kuomintangem a Komunistickou stranou Číny. Po propuštění byl poslán do Chu-peje na post vedoucího oddělení propagandy provinčního výboru strany. Po dobytí Wu-chanu Japonci v říjnu 1938 odešel do hor Ta-chung severozápadně od Wu-chanu organizovat partyzánské hnutí. Později byl jeho oddíl začleněn do Nové čtvrté armády, sloužil pak jako komisař jednotky pod velením Li Sien-niena. Roku 1940 byl povolán do komunistické centrály v Jen-anu, kde pracoval v aparátu ústřední vojenské komise (generální sekretář komise, generální sekretář politického oddělení 8. pochodové armády) a v oddělení propagandy ÚV KS Číny. Roku 1945 byl poslán na jih, na pomezí provincií Chu-nan a Kuang-tung jako zástupce tajemníka tamní stranické organizace a komisaře tamních vojsk.
Po porážce Japonska v srpnu 1945 byl přeložen do Mandžuska, od září 1945 vykonával funkci tajemníka provinčního výboru KS Číny v Liao-si (západní Liao-tung), odpovídal za logistiku komunistických vojsk v bitvě o S’-pching v březnu 1946. Od září 1947 vykonával funkci komisaře 7. kolony Severovýchodní spojené demokratické armády. Později přešel na místo tajemníka městského výboru strany v Šen-jangu. V lednu 1949 odešel z Mandžuska s vojsky (jako zástupce náčelníka politického oddělení Severovýchodní spojené demokratické armády), účastnil se bojů o Peking a úspěšných vyjednávání s kuomintangským generálem Fu Cuo-im o vzdání se jeho vojsk a vydání města. Od května 1949 působil jako zástupce náčelníka politického oddělení ve 4. polní armádě (bývalá mandžuská Severovýchodní spojená demokratická armáda) a středojižním vojenském okruhu a člen středojižního byra ÚV KS Číny. V této pozici se podíle na osvobození střední a jižní Číny.

### Politik na jihu Číny
Po založení Čínské lidové republiky v říjnu 1949 zprvu zůstal ve Wu-chanu jako náčelník politického oddělení 4. polní armády a středojižního vojenského okruhu, člen stálého výboru středojižního byra ÚV KS Číny a člen středojižního vojensko-administrativního výboru. Roku 1951 se podílel na potlačení nepokojů („banditismu“ v tehdejší terminologii) v Kuang-si, poté převzal řízení pozemkové reformy v Kuang-tungu, provinčními vůdci prováděné „příliš obezřetně a pomalu“. Roku 1953 definitivně přesídlil do Kantonu, jako předseda kuangtungské provinční lidové vlády (od 1955 guvernér provincie, do 1957) a první tajemník kuangutngského provinčního výboru KS Číny (1955–1965). Roku 1956 byl na VIII. sjezdu KS Číny zvolen členem ústředního výboru a roku 1960 byl jmenován prvním tajemníkem středojižního byra ÚV KS Číny (byro řídilo stranické organizace provincií střední a jižní Číny, Che-nanu, Chu-peje, Chu-nanu, Ťiang-si, Kuang-tungu a Kuang-si), stal se tak nejvlivnějším politikem od Wu-chanu po Kanton.

### V Pekingu, vrchol kariéry, odvolání a úmrtí
Roku 1965 byl přeložen do Pekingu na místo místopředsedy státní rady (vlády) pro kulturu, vzdělání a publicitu. V počáteční fázi kulturní revoluce postoupil vzhůru, v květnu 1966 převzal členství v sekretariátu ÚV, přičemž se stal výkonným tajemníkem sekretariátu, a současně byl jmenován vedoucím oddělení propagandy ÚV. V srpnu 1966 ho navíc na ústřední výbor zvolil členem politbyra a dokonce i členem stálého výboru politbyra a to jako čtvrtý v pořadí, po Mao Ce-tungovi, Lin Piaovi a Čou En-lajovi. Poté působil jako poradce skupiny pro kulturní revoluci, pomáhal Čou En-lajovi řídit vládu, přičemž ve vedení strany a vlády dohlížel na práci oddělení propagandy a organizačního oddělení ÚV, ministerstev vzdělání, kultury, zdravotnictví, komisi pro tělovýchovu, agenturu Sin-chua, stranický deník Žen-min ž’-pao, státní správu pro nakladatelství a vydavatelství a výbor rozhlas a televizi, účastnil se jednání ústřední vojenské komise. Podporoval kulturní revoluci, ale rychle se začal dostávat do konfliktů s radikalistickou „šanghajskou levicí“ kolem Ťiang Čching, když se pokoušel mírnit radikalismus revolucionářů a omezit její dopady na ekonomiku země. V lednu 1967 byl proto uvržen do domácího vězení a fakticky zbaven všech funkcí a úřadů. 
Onemocněl rakovinou, v říjnu 1968 byl poslán do v Che-feje v provincii An-chuej a 30. listopadu 1969 zde zemřel.
V prosinci 1978 byl ústředním výborem KS Číny oficiálně rehabilitován.